# Comuna Horia, Neamț
Horia (în trecut, Elisabeta-Doamna) este o comună în județul Neamț, Moldova, România, formată din satele Cotu Vameș și Horia (reședința).

## Așezare
Comuna se află în sud-estul județului, la confluența râului Moldova cu Siretul, pe malul drept al celor două râuri, la sud de municipiul Roman. Este străbătută de șoseaua națională DN2, care leagă Romanul de Bacău. La Horia, acest drum se intersectează cu șoseaua națională DN15D, care leagă Romanul de Piatra Neamț. În aceeași intersecție, din două drumuri se ramifică șoseaua județeană DJ207C, care o leagă spre sud-est de Ion Creangă și Valea Ursului. Tot la Horia, din DN15D se ramifică șoseaua județeană DJ157, care duce spre vest la Trifești, Făurei, Mărgineni, Dochia, Dumbrava Roșie și Piatra Neamț (unde se termină în DN15). Prin comună trece și calea ferată Bacău–Roman, pe care este deservită de halta de călători Trifești.

## Demografie
Componența etnică a comunei Horia
     Români (85,65%)
     Romi (2,3%)
     Alte etnii (0,1%)
     Necunoscută (11,95%)
Componența confesională a comunei Horia
     Ortodocși (83,39%)
     Penticostali (1,7%)
     Romano-catolici (1,44%)
     Alte religii (1,1%)
     Necunoscută (12,37%)
Conform recensământului efectuat în 2021, populația comunei Horia se ridică la 5.750 de locuitori, în scădere față de recensământul anterior din 2011, când fuseseră înregistrați 5.826 de locuitori. Majoritatea locuitorilor sunt români (85,65%), cu o minoritate de romi (2,3%), iar pentru 11,95% nu se cunoaște apartenența etnică. Din punct de vedere confesional, majoritatea locuitorilor sunt ortodocși (83,39%), cu minorități de penticostali (1,7%) și romano-catolici (1,44%), iar pentru 12,37% nu se cunoaște apartenența confesională.

## Politică și administrație
Comuna Horia este administrată de un primar și un consiliu local compus din 15 consilieri. Primarul, Ioan-Cristian Baciu[*], de la Partidul Național Liberal, este în funcție din 2016. Începând cu alegerile locale din 2024, consiliul local are următoarea componență pe partide politice:
|  | Partid                          | Consilieri | Componența Consiliului | Componența Consiliului | Componența Consiliului | Componența Consiliului | Componența Consiliului |
|  | ------------------------------- | ---------- | ---------------------- | ---------------------- | ---------------------- | ---------------------- | ---------------------- |
|  | Partidul Național Liberal       | 5          |                        |                        |                        |                        |                        |
|  | Alianța pentru Unirea Românilor | 4          |                        |                        |                        |                        |                        |
|  | Partidul Social Democrat        | 4          |                        |                        |                        |                        |                        |
|  | Uniunea Salvați România         | 2          |                        |                        |                        |                        |                        |

## Istorie
La sfârșitul secolului al XIX-lea, comuna purta denumirea de Elisabeta-Doamna și era reședința plășilor Siretul de Jos și Moldova ale județului Roman. Comuna avea o populație de 1004 locuitori ce trăiau în 241 de case și era formată numai din satul de reședință. Satul, recent înființat (la 1878) prin împroprietărirea „însurățeilor”, avea pe atunci doar o biserică de lemn. La acea vreme, pe teritoriul actual al comunei, mai funcționa, în plasa Siretul de Jos a aceluiași județ, și comuna Cotu Vameșului, formată și ea doar din satul ei de reședință, cu 1103 locuitori ce trăiau în 242 de case. În comuna Cotu Vameșului funcționau o biserică și o școală cu 28 de elevi.
Anuarul Socec din 1925 consemnează cele două comune în plasa Siretul de Jos a aceluiași județ, având aceeași alcătuire; populația era de 1688 de locuitori în comuna Elisabeta-Doamna, respectiv de 1405 locuitori în comuna Cotu Vameș. În 1931, comuna Cotu Vameș a fost desființată, satul ei trecând la comuna Elisabeta-Doamna, alături de satul Bașta, preluat de la comuna Secuieni.
După al Doilea Război Mondial, comuna și satul ei de reședință au luat denumirea actuală de Horia. În 1950, ea a fost inclusă în orașul regional Roman din regiunea Bacău (între 1952 și 1956, din regiunea Iași. În 1968, comuna a primit statut de comună suburbană a municipiului Roman, satul Bașta trecând la comuna Secuieni. Ea a păstrat acest statut până în 1989, când a fost subordonată direct județului Neamț.

## Personalități născute aici
- Otilia Cazimir (1894 - 1967), scriitoare, poetă, traducătoare și publicistă română, cunoscută ca autoare de versuri pentru copii;
- Radu Timofte (1949 - 2009), om politic, director al SRI.